# Venomous Villain
Albums par MF Doom
Madvillainy (en collaboration avec Madlib)
(2004) Mm.. Food
(2004)
Venomous Villain est album studio de MF DOOM, sorti le 3 août 2004. Il publie cet album sous le nom de scène Viktor Vaughn.

## Liste des titres
| No  | Titre                                                              | Producteur(s)       | Durée |
| --- | ------------------------------------------------------------------ | ------------------- | ----- |
| 1.  | Viktormizer (Intro)                                                | System D-128        | 2:49  |
| 2.  | Back End                                                           | Diplo, System D-128 | 3:33  |
| 3.  | Fall Back/Titty Fat                                                | Divinci, Swamburger | 3:34  |
| 4.  | Doom on Vik                                                        | Divinci, Swamburger | 1:53  |
| 5.  | R.A.P. G.A.M.E. (featuring Manchild et Iz-Real)                    | Session 31          | 4:20  |
| 6.  | Dope Skill (featuring Carl Kavorkian)                              | DJ I.N.C.           | 2:17  |
| 7.  | Doper Skiller (featuring Kool Keith)                               | Divinci             | 2:51  |
| 8.  | Haberdashery (Interlude)                                           |                     | 0:53  |
| 9.  | Ode to Road Rage                                                   | Dub-L               | 2:49  |
| 10. | Bloody Chain (featuring Poison Pen)                                | Dub-L               | 4:01  |
| 11. | Strange New Day (Interlude)                                        | System D-128        | 0:32  |
| 12. | Pop Quiz (Bonus Extra Credit Remix) (featuring Iz-Real et MF Doom) | The Analears        | 3:57  |